# Saltlav
Saltlav (Hydropunctaria maura) är en svampart som först beskrevs av Göran Wahlenberg, och fick sitt nu gällande namn av Keller, Gueidan & Thüs. Hydropunctaria maura ingår i släktet Hydropunctaria och familjen Verrucariaceae.   Inga underarter finns listade i Catalogue of Life.
I den svenska databasen Dyntaxa används istället namnet Verrucaria maura för samma taxon.  Arten är reproducerande i Sverige.